# 愛知県の市町村章一覧
愛知県の市町村章一覧（あいちけんのしちょうそんしょういちらん）は、愛知県内の市町村に制定されている、あるいは制定されていた市町村章の一覧である。なお、一覧の順序は全国地方公共団体コード順による。廃止された市町村章は廃止日から順に掲載している。

## 市部
| 市         | 市章 | 由来                                                                                             | 制定日         | 備考 |
| ---------- | ---- | ------------------------------------------------------------------------------------------------ | -------------- | --- |
| 名古屋市   |      | 尾張徳川家の合印・尾張八郡の「八」に因んで表したもの                                             | 1907年10月30日 | この地を拠点としていた尾張の親藩（尾張徳川家）の合印（「丸に八の字」紋）が由来。                                                                       |
| 豊橋市     |      | 三河吉田藩主松平（大河内）家の紋章であり、千切紋を表している                                     | 1909年6月6日   | 三河吉田藩主松平（大河内）家が一般公務・軍事行為の際に使用されていた紋章を1909年6月6日に継承したもの                                                   |
| 岡崎市     |      | 「岡」を図案化したもの                                                                           | 1916年7月1日   | 1962年4月1日に条例化される |
| 一宮市     |      | 五鈴鏡を表している                                                                               | 1922年10月2日  | 1909年に児童用の帽子の記章として、一宮町章として制定され、市制施行後に継承された 服部康吉・原田清太郎・佐藤佐太郎・桜井義一の合同作品                  |
| 瀬戸市     |      | 「土」・「陶器の壺」を表している                                                                 | 1930年9月12日  | |
| 半田市     |      | 全体で「半田」を図案化し、「田」を中心にし、「半」を外にしたもの                                 | 1937年8月1日   | 1933年に半田町章として制定されていたものを市制施行後に継承される                                                                                       |
| 春日井市   |      | 「春日井」を表している                                                                           | 1943年6月1日   | |
| 豊川市     |      | 「ト」を四つ並べ、「川」を図案化したもの                                                         | 1944年9月1日   | 1933年に豊川町章として制定されていたものを市制施行後に継承される                                                                                       |
| 碧南市     |      | 「碧（へき）」を図案化したもの                                                                   | 1948年4月5日   | |
| 刈谷市     |      | 「かりや」（「雁」と「8」）を図案化したもの                                                      | 1951年10月26日 | |
| 豊田市     |      | 「衣」を図案化したもの                                                                           | 1951年11月22日 | かつて「衣の里」と呼ばれていたことに由来。市章制定当時の市名は「挙母市（ころもし）」であった。                                                         |
| 安城市     |      | 「安」を図案化したもの                                                                           | 1952年5月5日   | 制定前から非公式に使用され、1960年5月5日に告示される                                                                                                   |
| 津島市     |      | 「ツしマ」を図案化し、外円と中央の三角形にしたもの                                               | 1957年3月1日   | 2代目の市章である |
| 西尾市     |      | 西尾城主大給松平家の道中目印を表している                                                         | 1965年3月25日  | 1889年10月1日に西尾町章として制定され、1910年12月に再制定され、市制施行後に継承された                                                                  |
| 蒲郡市     |      | 蒲形松平家の家紋を表したもの                                                                     | 1955年7月20日  | |
| 犬山市     |      | 犬山藩主成瀬氏の紋章を表している（「丸に一文字」紋）                                             | 1954年4月1日   | 1889年4月1日に犬山町章として制定され、1927年4月に再制定され、市制施行後に継承される 福島県郡山市に本社を置くマルイチグループのロゴマークと類似している |
| 常滑市     |      | 「常」を図案化したもの                                                                           | 1955年6月3日   | 杉本健吉の作品である |
| 江南市     |      | 「コウナン」を図案化したもの                                                                     | 1955年3月1日   | |
| 小牧市     |      | 「コマキ」を表したもの                                                                           | 1955年4月1日   | |
| 稲沢市     |      | 「い」を図案化したもの                                                                           | 1981年4月1日   | 稲沢町制時の1952年12月（日付は不明）に制定され、市制施行後に継承・使用され、再制定される                                                               |
| 新城市     |      | 兜を表している                                                                                   | 2005年10月1日  | 色は緑色と黄土色が指定されている 2代目の市章である |
| 東海市     |      | 「とう」を象徴し、意匠化したもの                                                                 | 1969年4月1日   | |
| 大府市     |      | 「お」を図案化したもの                                                                           | 1970年9月1日   | 大府町制時の1958年10月1日に制定され、市制施行後に継承される                                                                                            |
| 知多市     |      | 「ち」を図案化したもの                                                                           | 1970年9月1日   | 知多町制時の1955年10月18日に制定され、市制施行後に継承される                                                                                           |
| 知立市     |      | 八橋かきつばたを図案化し、表現したもの                                                           | 1970年12月1日  | 知立町制時の1957年10月2日に制定され、市制施行後に継承される                                                                                            |
| 尾張旭市   |      | 三つの「ア」を表している                                                                         | 1957年10月5日  | 旭町章として制定され、市制施行後に継承された |
| 高浜市     |      | 「高」を図案化したもの                                                                           | 1970年12月1日  | 高浜町制時の1954年6月1日に制定され、市制施行後に継承された                                                                                             |
| 岩倉市     |      | 学校・保育園がマークにしていた井桁の上下を二つの末広型に変化したもの制定前は作成されていなかった | 1971年12月1日  | 岩倉町制時の1959年4月1日に制定され、市制施行後に継承された                                                                                             |
| 豊明市     |      | 「トヨ」を図案化したもの                                                                         | 1972年8月1日   | 豊明町制時の1966年10月1日に制定され、市制施行後に継承された 制定前は作成されていなかった                                                               |
| 日進市     |      | 円内は「進」を図案化し、円外は直射する矢印を表し、旭日昇天の勢いを表している                     | 1906年5月10日  | 日進村章として制定され、町制施行後、さらには市制施行後に継承される                                                                                     |
| 田原市     |      | 渥美半島・三河湾・太平洋を表したもの                                                             | 2005年10月1日  | 2代目の市章である 色は青色と緑色が指定されている |
| 愛西市     |      | 「a」を表したもの                                                                                | 2005年4月1日   | 色は緑色・青色・赤色が指定されている |
| 清須市     |      | 「水」・「未来」を表したもの。「き」を図案化したものでもある。                                   | 2005年7月7日   | 色は青色と水色が指定されている |
| 北名古屋市 |      | 「北」と「NAGOYA」を組み合わせたもの                                                             | 2006年11月11日 | 色は青色と緑色が指定されている |
| 弥富市     |      | 水平と円と山型を表している                                                                       | 1966年3月31日  | 2代目の弥富町章を市制施行後に継承される |
| みよし市   |      | 「み」を円く収まる形で意匠化したもの                                                             | 1959年2月28日  | 三好町章として制定されていたものを市制施行後に継承された                                                                                               |
| あま市     |      | 「あま」から受ける印象と「AMA」を組み合わせたもの                                                | 2010年9月23日  | |
| 長久手市   |      | 「な」を図案化したもの                                                                           | 1971年4月1日   | 長久手町章として制定され、1990年5月21日に再制定され、市制施行後に継承された 色は濃緑色が指定されている 制定前は作成されていなかった                    |

## 町村部
| 郡         | 町村     | 町村章 | 由来                                                 | 制定日                                   | 備考 |
| ---------- | -------- | ------ | ---------------------------------------------------- | ---------------------------------------- | --- |
| 愛知郡     | 東郷町   |        | 「と」を図案化したもの                               | 1970年5月13日                            | 制定前は作成されていなかった                                                                                        |
| 西春日井郡 | 豊山町   |        | 「とよ」を図案化したもの                             | 1975年10月6日                            | 制定前は作成されていなかった                                                                                        |
| 丹羽郡     | 大口町   |        | 「大口」を一体化し、図案化したもの                   | 1972年8月1日                             | 2代目の町章である 1972年9月25日に条例化される                                                                       |
| 丹羽郡     | 扶桑町   |        | 「ふ」を図案化したもの                               | 1967年4月1日                             | 制定前は作成されていなかった                                                                                        |
| 海部郡     | 大治町   |        | 「大」を丸く図案化し、「治」を配している             | 1975年4月1日 （便宜的に制定） 詳細日不明 | 大治村役場庁舎の屋根瓦（役物）のデザインを大治村章として制定し、町制施行後に継承される 制定前は作成されていなかった |
| 海部郡     | 蟹江町   |        | 「三引紋」を表している                               | 1934年1月10日                            | 蟹江城主であった佐久間家の家紋に由来している                                                                        |
| 海部郡     | 飛島村   |        | 「と」を図案化したもの                               | 1980年3月25日                            | 制定前は作成されていなかった                                                                                        |
| 知多郡     | 阿久比町 |        | 「あ」を図案化したもの                               | 1968年10月1日                            | 制定前は作成されていなかった                                                                                        |
| 知多郡     | 東浦町   |        | 「ひ」を図案化したもの                               | 1958年6月1日                             | |
| 知多郡     | 南知多町 |        | 「み」を図案化したもの                               | 1963年7月13日                            | 制定前は作成されていなかった                                                                                        |
| 知多郡     | 美浜町   |        | 「ハマ」を組み合わせて、全体で「ミハマ」を表したもの | 1961年12月25日                           | 1962年1月1日に施行される                                                                                            |
| 知多郡     | 武豊町   |        | 「タケ」を合成したもの                               | 1974年10月5日                            | 制定前は作成されていなかった                                                                                        |
| 額田郡     | 幸田町   |        | 「Kota」を表している                                 | 1959年9月1日                             | |
| 北設楽郡   | 設楽町   |        | 「S」を表したもの                                    | 2005年11月21日                           | 赤色・橙色・青色が指定されている                                                                                    |
| 北設楽郡   | 東栄町   |        | 亀を表している                                       | 1957年2月6日                             | |
| 北設楽郡   | 豊根村   |        | 「と」を鳩が舞い上がる姿を表し、図案化したもの       | 1972年10月 （日付不明）                  | 制定前は作成されていなかった                                                                                        |

## 廃止された市町村章
| 市郡       | 町村       | 市町村章         | 由来 | 制定日                          | 廃止日         | 備考                                                                                        |
| ---------- | ---------- | ---------------- | --- | ------------------------------- | -------------- | ------------------------------------------------------------------------------------------- |
| 津島市     |            |                  | フジの花を表している                                                                                       | 1914年5月15日                   | 1957年3月1日   | 津島町章として制定された                                                                    |
| 守山市     |            |                  | 「守山」を図案化し、円は円満・平和であり、中心部に山を置いたもの                                           | 不明                            | 1963年2月15日  |                                                                                             |
| 碧海郡     | 上郷町     | 作成されていない | 作成されていない                                                                                           | 作成されていない                | 1964年3月1日   |                                                                                             |
| 知多郡     | 有松町     | 作成されていない | 作成されていない                                                                                           | 作成されていない                | 1964年12月1日  |                                                                                             |
| 知多郡     | 大高町     | 作成されていない | 作成されていない                                                                                           | 作成されていない                | 1964年12月1日  |                                                                                             |
| 碧海郡     | 高岡町     |                  | 全体は「高岡」を図案化し、その内訳は「タカ（鷹）」を表して、三本の丸は三河を意味してから「和」を表したもの | 1956年5月1日                    | 1965年9月1日   |                                                                                             |
| 海部郡     | 弥富町     |                  | 不明 | 不明                            | 1966年3月31日  | 初代の町章である                                                                            |
| 西加茂郡   | 猿投町     | 作成されていない | 作成されていない                                                                                           | 作成されていない                | 1967年4月1日   |                                                                                             |
| 碧海郡     | 桜井町     |                  | 「桜井」を表したもの                                                                                       | 1956年6月5日                    | 1967年4月1日   | 桜井村章（制定日不明）として制定され、町制施行後に継承される                                |
| 知多郡     | 上野町     |                  | 「上」を図案化し、産業・発展を象徴したもの                                                                 | 1963年2月                       | 1969年4月1日   | 1962年に決定したものを1963年2月に制定された                                                 |
| 知多郡     | 横須賀町   |                  | 「扇島」の地形を図案化したもの                                                                             | 1909年11月7日                   | 1969年4月1日   | 紋章の由来には三通りの説がある 東海市立横須賀中学校の校章に町章の一部が使用されている       |
| 西春日井郡 | 西枇杷島町 |                  | 不明 | 不明                            | 1969年10月1日  | 初代の町章である                                                                            |
| 東加茂郡   | 松平町     |                  | 桜を三階松で表し、中に「平」を配し、全体で「松平」を図案化したもの                                         | 1961年11月1日                   | 1970年4月1日   | 松平村制時の1924年1月1日に村章として制定され、町制施行後に継承された                        |
| 東加茂郡   | 足助町     |                  | 不明 | 不明                            | 1971年1月      | 初代の町章である                                                                            |
| 丹羽郡     | 大口町     |                  | 不明 | 1950年4月1日                    | 1972年8月1日   | 大口村章として制定され、町制施行後に継承された                                              |
| 渥美郡     | 赤羽根町   |                  | 「ア」を亀になぞったもの                                                                                   | 1958年11月1日                   | 2003年8月20日  |                                                                                             |
| 尾西市     |            |                  | 「尾」を図案化したもの                                                                                     | 1955年6月1日                    | 2005年4月1日   |                                                                                             |
| 葉栗郡     | 木曽川町   |                  | 「木」を図案化したもの                                                                                     | 1960年12月20日                  | 2005年4月1日   |                                                                                             |
| 西加茂郡   | 藤岡町     |                  | 「フジオカ」を図案化したもの                                                                               | 1974年6月                       | 2005年4月1日   | 藤岡村章として制定され、町制施行後に継承された 制定前は作成されていなかった                 |
| 西加茂郡   | 小原村     |                  | 「小」を図案化し、黒い部分は「小」・中央の円形は「原」を意味したもの                                       | 1975年9月27日                   | 2005年4月1日   | 制定前は作成されていなかった                                                                |
| 東加茂郡   | 足助町     |                  | 「あ」を近代的に意匠化したもの                                                                             | 1971年1月1日                    | 2005年4月1日   | 1970年に公表され、1971年1月1日に制定された 2代目の町章である                                |
| 東加茂郡   | 下山村     |                  | 「シモ」の内、「モ」を四つ表し、「山」を図案化したもの                                                     | 1966年1月1日 （便宜的な制定日） | 2005年4月1日   | 1964年発行の愛知県市町村勢要覧には掲載されていた                                            |
| 東加茂郡   | 旭町       |                  | 「旭」を円く図案化したもの                                                                                 | 1972年9月2日                    | 2005年4月1日   | 制定前は作成されていなかった                                                                |
| 東加茂郡   | 稲武町     |                  | 「い」を丸く図案化し、中央部に「木」を表したもの                                                           | 1969年11月                      | 2005年4月1日   | 制定前は作成されていなかった                                                                |
| 中島郡     | 祖父江町   |                  | 「そ」を図案化したもの                                                                                     | 1971年6月1日                    | 2005年4月1日   | 制定前は作成されていなかった                                                                |
| 中島郡     | 平和町     |                  | 「平」と和の意味である「円」を表したもの                                                                   | 1969年2月8日                    | 2005年4月1日   | 1969年2月12日に条例化された 制定前は作成されていなかった                                    |
| 海部郡     | 佐屋町     |                  | 毛利元就の教訓にある「三矢」を「佐屋」に例えたもの                                                         | 1955年 （月日不明）             | 2005年4月1日   |                                                                                             |
| 海部郡     | 立田村     |                  | 「立」を鳥の羽搏く姿に図案化したもの                                                                       | 1977年2月1日                    | 2005年4月1日   | 制定前は作成されていなかった                                                                |
| 海部郡     | 八開村     |                  | 「八カイ」を左右一対の飛ぶ鳥に意匠化したもの                                                               | 1977年9月27日                   | 2005年4月1日   | 制定前は作成されていなかった                                                                |
| 海部郡     | 佐織町     |                  | 織機の「杼」を図案化したもの                                                                               | 1906年7月1日                    | 2005年4月1日   | 佐織村章として制定され、町制施行後に継承され、1979年9月1日に再制定された                    |
| 西春日井郡 | 西枇杷島町 |                  | 「に」を大空に飛び交う翼を表したもの                                                                       | 1969年10月1日                   | 2005年7月7日   | 2代目の町章である                                                                           |
| 西春日井郡 | 清洲町     |                  | 「き」を図案化し、清洲城を想像したもの                                                                     | 1972年9月18日                   | 2005年7月7日   | 制定前は作成されていなかった                                                                |
| 西春日井郡 | 新川町     |                  | 「しん」を新川町の地形に図案化したもの                                                                     | 1964年10月1日                   | 2005年7月7日   | 1986年9月20日に告示された 制定前は作成されていなかった 信用組合の旧ロゴマークと類似している |
| 新城市     |            |                  | 「し」を円にし、三釘貫の紋章である「品」を図案化したもの                                                   | 1955年7月8日                    | 2005年10月1日  | 新城町章として制定され、市制施行後に初代の市章として継承された                              |
| 南設楽郡   | 鳳来町     |                  | 鳳来寺にある杉を表したもの                                                                                 | 1957年2月15日                   | 2005年10月1日  | 色は緑色が指定されている                                                                    |
| 南設楽郡   | 作手村     |                  | 山岳と日の出を表したもの                                                                                   | 1966年5月1日                    | 2005年10月1日  | 制定前は作成されていなかった                                                                |
| 田原市     |            |                  | 「た」を図案化し、旭日波等を表し、田原城の巴の形を意味したもの                                             | 1952年9月4日                    | 2005年10月1日  | 田原町章として制定され、市制施行後に初代の田原市章として継承された                          |
| 渥美郡     | 渥美町     |                  | 「ア」を円形にし、波の形にしたもの                                                                         | 1968年1月18日                   | 2005年10月1日  | 制定前は作成されていなかった                                                                |
| 北設楽郡   | 設楽町     |                  | 「シタラ」を図案化したもの                                                                                 | 1963年11月3日                   | 2005年10月1日  | 初代の町章である                                                                            |
| 北設楽郡   | 津具村     |                  | 「つぐ」・「山」を表したもの                                                                               | 1975年11月8日                   | 2005年10月1日  | 制定前は作成されていなかった                                                                |
| 北設楽郡   | 富山村     |                  | 三つの「と」を円形にして「富」を表し、「山」の形とし、合わせて「富山」を表したもの                         | 1978年10月28日                  | 2005年11月27日 | 制定前は作成されていなかった                                                                |
| 額田郡     | 額田町     |                  | 「ヌカ田」を図案化したもの                                                                                 | 1956年12月10日                  | 2006年1月1日   |                                                                                             |
| 宝飯郡     | 一宮町     |                  | 「イチ」を組み合わせたもの                                                                                 | 1970年11月20日                  | 2006年2月1日   | 制定前は作成されていなかった                                                                |
| 西春日井郡 | 師勝町     |                  | 「シ」を飛ぶ鳥を想像し、図案化したもの                                                                     | 1969年6月16日                   | 2006年3月20日  | 1969年6月10日から公表されている 制定前は作成されていなかった                                |
| 西春日井郡 | 西春町     |                  | 「にし」を表し、「に」は飛ぶ鳥を想像・「し」は日和の円さを示している                                       | 1970年7月28日                   | 2006年3月20日  | 制定前は作成されていなかった                                                                |
| 海部郡     | 十四山村   |                  | 児童の校帽徽章として採用されているものを一部手直ししたもの                                                 | 1986年11月3日                   | 2006年4月1日   | 制定前は作成されていなかった                                                                |
| 宝飯郡     | 音羽町     |                  | 「音」を意匠化しかつ図案化したもの                                                                         | 1981年3月5日                    | 2008年1月15日  | 制定前は作成されていなかった                                                                |
| 宝飯郡     | 御津町     |                  | 「ミト」を図案化し、「ミ」は三河湾・「ト」は波を表したもの                                                 | 1939年1月1日                    | 2008年1月15日  |                                                                                             |
| 西春日井郡 | 春日町     |                  | 「は」を図案化したもの                                                                                     | 1973年1月1日                    | 2009年10月1日  | 春日村章として1972年12月13日に公開され、制定された 制定前は作成されていなかった             |
| 宝飯郡     | 小坂井町   |                  | 「小」を意匠化しかつ図案化したもの                                                                         | 1972年10月1日                   | 2010年2月1日   | 制定前は作成されていなかった                                                                |
| 海部郡     | 七宝町     |                  | 「七」を図案化したもの                                                                                     | 1973年11月3日                   | 2010年3月22日  | 色は青色が使われている 制定前は作成されていなかった                                         |
| 海部郡     | 美和町     |                  | 三つの輪を表している                                                                                       | 1968年4月1日                    | 2010年3月22日  | 制定前は作成されていなかった                                                                |
| 海部郡     | 甚目寺町   |                  | 甚目寺を表している                                                                                         | 1970年1月1日                    | 2010年3月22日  | 1969年12月20日に公開された 制定前は作成されていなかった                                     |
| 幡豆郡     | 一色町     |                  | 「一色」を変形したもの                                                                                     | 1966年12月23日                  | 2011年4月1日   | 制定前は作成されていなかった                                                                |
| 幡豆郡     | 吉良町     |                  | 「キラ」を図案化したもの                                                                                   | 1957年8月10日                   | 2011年4月1日   |                                                                                             |
| 幡豆郡     | 幡豆町     |                  | 「ハ」を表している                                                                                         | 1967年9月18日                   | 2011年4月1日   | 制定前は作成されていなかった                                                                |

### 書籍
- 小学館辞典編集部 編『図典 日本の市町村章』（初版第1刷）小学館、2007年1月10日。ISBN 4095263113。
- 近藤春夫『都市の紋章 : 一名・自治体の徽章』行水社、1915年。NDLJP:955061
- 中川幸也『シリーズ人間とシンボル第2号「都市の旗と紋章」』中川ケミカル、1987年10月11日。
- 丹羽基二『日本の市章 （西日本）』保育社、1984年5月5日。
- 望月政治『都章道章府章県章市章のすべて』日本出版貿易株式会社、1973年7月7日。
- NHK情報ネットワーク『NHKふるさとデータブック5 [東海]』日本放送協会、1992年4月1日。

### 愛知県書籍
- 中日新聞社開発局『愛知百科事典』中日新聞社、1976年10月5日。
- 愛知県『愛知県市町村勢要覧1964』愛知県、1964年3月30日。

### パンフレット
- 愛知県渥美郡田原町・赤羽根町・渥美町合併協議会『愛知県渥美郡田原町・赤羽根町・渥美町合併協議会協議資料』愛知県渥美郡田原町・赤羽根町・渥美町合併協議会。

### 自治体書籍

#### 尾張地方
- 佐屋町史編集委員会『佐屋町史 史料編』愛知県海部郡佐屋町、1976年。
- 横須賀町史編纂委員会『横須賀町史』愛知県知多郡横須賀町、1969年。
- 上野町役場企画課『上野町勢要覧1968』愛知県知多郡上野町、1968年。
- 佐織町役場『佐織町例規集』愛知県海部郡佐織町。
- 立田村役場『立田村例規集』愛知県海部郡立田村。
- 八開村役場『八開村例規集』愛知県海部郡八開村。
- 尾西市役所『尾西市例規集』愛知県尾西市。
- 木曽川町役場『木曽川町例規集』愛知県葉栗郡木曽川町。
- 祖父江町役場『祖父江町例規集』愛知県中島郡祖父江町。
- 平和町役場『平和町例規集』愛知県中島郡平和町。
- 西枇杷島町役場『西枇杷島町例規集』愛知県西春日井郡西枇杷島町。
- 清洲町役場『清洲町例規集』愛知県西春日井郡清洲町。
- 新川町役場『新川町例規集』愛知県西春日井郡新川町。
- 師勝町役場『師勝町例規集』愛知県西春日井郡師勝町。
- 西春町役場『西春町例規集』愛知県西春日井郡西春町。
- 十四山村役場『十四山村例規集』愛知県海部郡十四山村。
- 春日町役場『春日町例規集』愛知県西春日井郡春日町。
- あま市役所『あま市例規集』愛知県あま市。
- 七宝町役場『七宝町例規集』愛知県海部郡七宝町。
- 甚目寺町役場『甚目寺町例規集』愛知県海部郡甚目寺町。

#### 三河地方

##### 西三河
- 松平町誌編纂委員会『松平町誌』愛知県東加茂郡松平町、1976年1月。
- 高岡町誌編纂委員会『高岡町誌』愛知県碧海郡高岡町、1968年4月。
- 高岡町広報委員会『高岡町制5周年記念日誌『たかおか』』愛知県碧海郡高岡町、1961年5月1日。
- 藤岡町役場『広報ふじおか No,183』愛知県西加茂郡藤岡町。
- 小原村役場『小原村例規集』愛知県西加茂郡小原村。
- 足助町役場『足助町例規集』愛知県東加茂郡足助町。
- 旭町役場『旭町例規集』愛知県東加茂郡旭町。
- 下山村制70周年記念刊行事業室 草創期　第1~100号『広報しもやま 縮刷版 1』愛知県東加茂郡下山村、1976年8月。
- 桜井町文化財保護委員会『桜井五十年のあゆみ』愛知県碧海郡桜井町、1950年。
- 一色町役場『一色町例規集』愛知県幡豆郡一色町。
- 吉良町役場『吉良町例規集』愛知県幡豆郡吉良町。
- 幡豆町役場『幡豆町例規集』愛知県幡豆郡幡豆町。

##### 東三河
- 富山村『小さな村の大きなハート 1994 富山村勢要覧』愛知県北設楽郡富山村、1994年1月。
- 富山村『富山村総合計画 昭和58年 - 昭和67年』愛知県北設楽郡富山村、1983年3月。
- 富山村『広報とみやま』愛知県北設楽郡富山村。
- 鳳来町役場『鳳来町例規集』愛知県南設楽郡鳳来町。
- 設楽町役場『旧・設楽町例規集』愛知県南設楽郡設楽町。
- 田原町役場総務課『田原グラフティ』愛知県渥美郡田原町、2002年3月。
- 渥美町史編纂委員会『渥美町史 現代編』愛知県渥美郡渥美町、2005年9月。
- 渥美町役場『渥美町例規集』愛知県渥美郡渥美町。
- 赤羽根町役場『赤羽根町勢要覧』愛知県渥美郡赤羽根町、1992年3月。
- 一宮町役場『一宮町例規集』愛知県宝飯郡一宮町。
- 音羽町役場『音羽町例規集』愛知県宝飯郡音羽町。
- 小坂井町役場『小坂井町例規集』愛知県宝飯郡小坂井町。